# Владимир Ковачевић
Владимир Ковачевић (Београд, 7. јануар 1995) српски је глумац.

## Биографија
Владимир Ковачевић рођен је 7. јануара 1995. године у Београду. Његови родитељи су пореклом из Пљеваља. Одрастао је на Новом Београду, у Блоку 45. Завршио је Факултет драмских уметности, у класи Срђана Карановића. Прославио се улогом Арсенија „Арсе” Филиповића у теленовели Истине и лажи. Претходно се бавио ватерполом, скоро 14 година. У почетку је играо за ВК „Партизан”, а касније за ВК „Таш”. Године 2018, позајмио је глас тигровима у синхронизацији цртаног филма Фантастично путовање у Оз.
У емисији Вече са Иваном Ивановићем, током 2018, имитирао је бројне познате личности, укључујући и јунаке серије Државни посао, у којој се током новогодишњег специјала исте године појавио као син Ђорђа Чваркова, Оливер Сакач из Печуја. Пред крај 7. сезоне, сазнаје се да је то заправо Мики Ступар, професионални глумац ког је унајмио Биљан Ристић како би преузео свој предмет. Године 2019. играо је и епизодну улогу Виктора у 5. сезони серије Синђелићи.
Учествовао је у ТВ серијалу На вечери код... приказаном на Радио-телевизији Србије.

## Филмографија
| Год.       | Назив            | Улога                              |
| ---------- | ---------------- | ---------------------------------- |
| 2017.      | Аплауз за Лазића | Борко                              |
| 2017−2019. | Истине и лажи    | Арсеније Филиповића                |
| 2018−2019. | Државни посао    | Оливер Сакач / Милан „Мики“ Ступар |
| 2019.      | Синђелићи        | Виктор                             |
| 2020−2021. | Ургентни центар  | Полицајац Данило                   |
| 2021—2022. | Клан             | Мита Мишић                         |
| 2022.      | Златни дечко     | Влада                              |
| 2023.      | Муње опет        | Гиле                               |